# Grand Lake, Nova Scotia
Grand Lake är en sjö i Kanada.   Den ligger i provinsen Nova Scotia, i den östra delen av landet, 1 000 km öster om huvudstaden Ottawa. Grand Lake ligger 27 meter över havet. Arean är 4,0 kvadratkilometer. Den sträcker sig 4,2 kilometer i nord-sydlig riktning, och 5,6 kilometer i öst-västlig riktning.
I omgivningarna runt Grand Lake växer i huvudsak blandskog. Runt Grand Lake är det mycket glesbefolkat, med 2 invånare per kvadratkilometer.